# Buggingen
Buggingen ist eine Gemeinde im Markgräflerland im Südwesten von Baden-Württemberg nahe Müllheim.

## Geographie

### Geographische Lage
Die Gemeinde Buggingen ist ein landwirtschaftlich geprägter Ort (Weinbau) im Süden der Oberrheinischen Tiefebene in der Markgräfler Vorbergzone des Schwarzwaldes. Östlich des Ortes erstrecken sich Rebberge, Wiesen und Obstanlagen bis hin zum Schwarzwald. Westlich findet man die Fluren der Rheinebene.
Durch den Kernort fließt der Ehebach, welcher östlich der Schwärze, einem Bergpass des Schwarzwaldes zwischen Britzingen und Badenweiler und der Ruine Neuenfels entspringt. Dieser Bach floss in früheren Zeiten auch durch Seefelden in die westlich gelegenen Felder, wo sich Seen bildeten, was dem Ort Seefelden den Namen gab. Wegen des oft auftretenden Hochwassers wurde 1963 hinter Buggingen ein Schutzdamm errichtet und der Bach um Seefelden herumgeleitet. Der Ort Buggingen liegt 226 m ü. NN, Seefelden liegt 221 m ü. NN und Betberg liegt 279 m ü. NN.

### Geologie
Der Ort liegt am Rand des fruchtbaren lösshaltigen Markgräfler Hügellandes, welches dem Schwarzwald vorgelagert ist. Die tiefer liegenden Teile des Orts liegen in der Rheinebene, welche ebenfalls lösshaltig ist. Der westliche Teil der Gemarkung geht zum Rhein hin in sand- und kieshaltigen Boden über. Geologisch ist das ein Schwemmlössgebiet eines Flusstals.

### Ausdehnung des Gemeindegebiets
Die Gemarkungsfläche der Gesamtgemeinde beträgt 15,31 km². Außerdem werden auf der Gemarkung Sulzburg noch 0,513 km² Wald bewirtschaftet.

### Nachbargemeinden
Im Norden liegt die Stadt Heitersheim. Im Osten liegt die Gemeinde Ballrechten-Dottingen und die zur Stadt Sulzburg gehörenden Orte St. Ilgen und Laufen. Im Südosten und Süden die Orte Dattingen, Zunzingen und Hügelheim, die Stadtteile von Müllheim im Markgräflerland sind. Im Westen liegen die Orte Grißheim und Zienken, Stadtteile von Neuenburg am Rhein.

### Gemeindegliederung
Zur Gemeinde Buggingen gehört seit der Verwaltungsreform 1974 der Nachbarort Seefelden mit dem Weiler Betberg. Der Ortsteil Seefelden liegt nördlich des Kernorts Buggingen zwischen den Weinbergen an der Bundesstraße 3 und der Bahnstrecke Mannheim–Basel. Betberg liegt mit seiner von weitem sichtbaren alten sehenswerten romanischen Kirche aus dem 8. Jahrhundert erhaben auf einem Hügel östlich von Seefelden.

## Geschichte

### Kelten und Römer
Dieses Gebiet wurde durch verschiedene Stämme der Kelten besiedelt. Im Jahre 70 eroberten die Römer dieses Gebiet. Es wurde unter Kaiser Titus Flavius Vespasianus kultiviert. Die zuvor hier lebenden Kelten wurden assimiliert. Die Römer errichteten auf den Hügeln Siedlungen und Gehöfte. Diese wurden Villa Urbana genannt.
Die Reste einer Villa Urbana ist östlich des Heitersheimer Malteserschlosses zu sehen. Das Gebiet wurde von Soldaten, Offizieren, Beamten, Händlern, Gutsherren und Veteranen besiedelt. Die Veteranen erhielten für ihre Dienste vom Senat oder Kaiser Grundstücke in den eroberten Gebieten, um das Gebiet und die Urbevölkerung so schneller zu romanisieren. Für die Besiedelung des Gebiets wählte man die Hügel aus. Diese boten aufgrund der strategisch günstigen und erhabenen Lage einen Überblick über das Oberrheintal. Ein weiterer Aspekt war das Klima und die Gesundheit. Das Oberrheintal war damals ein ausgedehnter Auwald, mit unzähligen Seen und Tümpeln mit abgestandenem Wasser. Diese wurden nur beim Hochwasser des Fluvius Rhenus (Rhein) mit neuem Wasser gespeist. Sie waren voll von Stechmücken und das abgestandene Wasser roch dementsprechend. Das Klima war im Sommer in der Rheinebene schwülwarm.
Die Römer umgaben sich in ihren besetzten Gebieten gerne mit ihrer von zu Hause aus gewohnten Kultur. Sie gestalteten ihre Siedlungen wie eine kleine römische Provinzstadt. Da sie unter anderem auch den Wein liebten, brachten sie Reben mit, um sie hier anzubauen. Reste von römischen Bauten sind noch heute in diesem Gebiet zu besichtigen, z. B. die Villa Urbana in Heitersheim oder die römischen Badruinen in Badenweiler.

### Alemannen und Franken
Das hiesige Gebiet war ein Teil des rechtsrheinischen römischen Agri decumates (auf Deutsch das Zehntland). Dieses Gebiet war durch den Rhein, die Donau und den nordöstlich gelegenen Limes gesichert. Dieser Limes wurde um 100 von den Römern errichtet. Die Alemannen – ein Stamm der Germanen – eroberten um 230 das südliche rechtsrheinische Gebiet. Die Römer gaben „Agri decumates“ auf und zogen sich 260 hinter den Rhein zurück. Dort errichteten sie den Donau-Iller-Rhein-Limes.
Die verlassenen römischen Bauten wurden zerstört oder gerieten in Vergessenheit. Die Alemannen hielten zunächst nichts von der römischen Kultur. Die römischen Gebäude wurden abgerissen und meist als Steinbruch verwendet. Später bauten die Alemannen so genannte Höhenburgen auf, um das Gebiet zu überwachen. Sie errichteten Gutshöfe und eine Verwaltung nach römischem Vorbild. Die Alemannen unternahmen oft Raubzüge vom ehemaligen Zehntland aus ins benachbarte römische Gallien. Sie wurden aber dabei von römischen Heeren abgewehrt.
Erst 455 gelang es den Alemannen von hier aus über den Rhein zu expandieren. Sie eroberten Teile der römischen Provinz Gallien. Es folgten Konflikte mit den Franken, welche nach Süden expandierten. Die Alemannen führten mit den Franken von 496 bis 507 Krieg. Die Franken errangen den entscheidenden Sieg bei Zülpich unter ihrem König Chlodwig I. Das alemannische Gebiet kam an das Frankenreich der Merowinger.
Aus dieser Zeit stammt hoch über Buggingen im Gewann Weckersgraben ein merowingerzeitliches Gräberfeld, das 1973 bei Baggerarbeiten in einem Neubaugebiet entdeckt wurde. 59 Bestattungen wurden ausgegraben und dokumentiert, darunter Gräber mit reichen Beigaben wie Waffen, Schmuck und einem Goldblattkreuz. Buggingen gehört so zu den wenigen Gemarkungen im Breisgau, wo eine Besiedlung seit dem späten 5. Jahrhundert bis zum Ende des 7. bzw. Anfang des 8. Jahrhunderts belegt ist.
Fränkische Adlige beschenkten um 775 verschiedene Klöster mit Grundbesitz aus diesem Gebiet, insbesondere – wie im Lorscher Codex beurkundet – das Kloster Lorsch. Am 17. Juni 778 erhielt es Güter in Buchinger marca (Gemarkung Buggingen), 789 die Dörfer Wilere (Weiler, Nieder- und Ober-, östlich von Müllheim) und Padaperc (Betberg) in pago Brisgowe (im Breisgau).
819 schenkte ein Ruthart eine Hube in Sevelden (Seefelden) ebenfalls dem Kloster Lorsch.
Es folgten weitere Schenkungen von Personen aus diesen Orten an das Kloster Lorsch und die Fürstabtei St. Gallen in der heutigen Schweiz. Von 900 bis 955 fielen die Ungarn mit Verwüstungen und Plünderungen in dieses Gebiet ein. Danach wurde das Gebiet von Gaugrafen verwaltet, die der Kaiser einsetzte. Kaiser Otto I. konfiszierte Gebiete, darunter Puckinga (Buggingen) von Guntram, einem abtrünnigen Gaugrafen des Breisgaus.
Der Kaiser vermachte sie 962 an Bischof Konrad aus Konstanz, einem Welfen. Dieser setzte für seine Güter einen Lehens-Meier ein, der auch als Vogt dieses Gebiet verwaltete. Nach dem Tode Konrads 975 übernahmen die Dompröpste seiner Kirche seine Gebiete, welche damals Dompropsteigüter genannt wurden.
Im Jahr 993 wurde das Kloster St. Cyriak in Sulzburg durch den Breisgau-Grafen Birchtilo gegründet. Graf Birchtilo erwarb von den Dompröpsten Gebiete in und um Buggingen, welche er an dieses Kloster vermachte. Graf Birchtilo der Jüngere übergab 1008 das Kloster St. Cyriak und dessen Besitz an den Bischof Adelbero von Basel, welcher selbst erworbene Gebiete in Seefelden und Bischoffingen am Kaiserstuhl dem Kloster St. Cyriak zuführte.

### Zähringer und Staufer
Die Herzöge von Zähringen eroberten im 11. Jahrhundert viele Gebiete, darunter auch Buggingen und Seefelden. Der bekannteste unter ihnen war der von 1078 bis 1111 regierende Berthold II. von Zähringen. Von 1075 bis 1122 fand der Investiturstreit statt, die Zähringer standen auf der siegreichen päpstlichen Seite. Sie konnten somit viele klösterliche und weltliche Besitze der Verlierer an sich bringen.
Seit 1122 wurden diese Gebiete, unter anderem auch Buggingen und Seefelden, durch Vögte der Herren von Zähringen verwaltet, welche auf der Burg in Badenweiler residierten.
Ab 1130 erwähnt die Ortschronik ein Bugginger Adelsgeschlecht, welches seinen Wohnsitz bis 1471 in Buggingen hatte. Die Herrschaft Badenweiler – mit Buggingen und Seefelden – wurde 1147 als Mitgift für die Prinzessin Clementine von Zähringen an Heinrich den Löwen, einem Welfenfürsten vermacht. Kaiser Friedrich I. Barbarossa zwang Heinrich den Löwen diese Gebiete 1157 gegen Besitzungen im Harz zu tauschen. Damit kam dieses Gebiet in die Hände der Hohenstaufer. Sie schufen von hier aus Verbindungen zu ihren Besitzungen im benachbarten Elsass. Dies gefiel den Zähringern nicht, sie gründeten 1175 die Stadt Neuenburg am Rhein, um den Rheinübergang ins Elsass für sich zu sichern und um von fremden Benutzern Tribut zu verlangen.
Im 12. Jahrhundert vermachten einige Ortsadelige aus Buggingen und Seefelden Teile ihres Besitzes an verschiedene Klöster, die dies wiederum an andere Klöster verschenkten. Nach dem Tod von Bertold V. im Jahr 1218 erlosch die männliche Linie der Zähringer, die Gebiete kamen an die Grafen von Freiburg.

### Die Grafen von Freiburg und von Strassberg
Nachdem Egino II., ein Sohn Konrads I. Graf von Freiburg, gestorben war, wurde das Gebiet 1272 aufgeteilt. Graf Heinrich, ein Sohn von Egino II. Graf von Freiburg, erhielt die südlichen Gebiete mit der Herrschaft Badenweiler, worin sich auch Buggingen und Seefelden befanden. Die Grafen aus der Nachkommenschaft Heinrichs von Freiburg starben 1303 ohne männliche Nachkommen aus. Ihr Gebiet ging an die in diese Linie eingeheirateten Grafen von Strassberg aus der Nähe des heutigen Neuenburg in der Schweiz. Durch diese kam der Sparren in das Wappen von Badenweiler und vieler Orte unter deren Herrschaft, auch Buggingen und Seefelden. Im Jahr 1363 übernahmen die Grafen von Fürstenberg bei Donaueschingen die Herrschaft von den inzwischen ausgestorbenen Grafen von Strassberg. Nach kurzer Zeit kam das Gebiet wieder an die Grafen von Freiburg zurück. Durch deren Schulden wechselte der Besitz öfter, unter anderem auch für kurze Zeit an die Habsburger, welche es wieder an den Konrad III. Graf von Freiburg zurückgaben.

### Markgrafschaft
Am 8. September 1444 wurde das Gebiet von dem letzten Grafen Johann von Freiburg an die Söhne des Markgrafen Wilhelm, Rudolf IV. Hachberg-Sausenberg und Hugo vermacht. Dieser verband Rötteln, Sausenburg und Badenweiler zum Markgräflerland. Im Jahr 1503 kam das Markgräflerland an die Markgrafschaft Baden unter Christoph I. Die Bauernkriege wüteten 1525 in diesem Gebiet, dabei wurden auch Buggingen und Seefelden nicht verschont. Nachdem die aufständischen Bauern den Krieg verloren hatten, musste jedes Haus in der Markgrafschaft fünf Gulden an den Markgrafen zur Entschädigung entrichten.
Von 1529 bis 1545 wütete die Pest auch in Buggingen und Seefelden. Im Jahr 1556 wurde die Reformation im Markgräflerland eingeführt. Von 1618 bis 1648 tobte der Dreißigjährige Krieg in diesem Gebiet. Das Gebiet wurde abwechselnd von den schwedischen, den kaiserlichen, den französischen Truppen, verschiedenen Hilfstruppen und marodierenden Soldaten plündernd und mordend durchzogen. Der Bevölkerungsverlust war enorm und wurde durch Zuzug von Einwanderern aus dem Gebiet der Eidgenossenschaft aufgefüllt.
Im Holländischen Krieg 1672 bis 1679 rückten wieder französische Truppen ins Markgräflerland ein. Diese forderten hohe Tribute an Futtermitteln und Geld. Dabei wurde am 8. Juni 1677 Seefelden ausgeplündert und fast ein Jahr später die Burg in Badenweiler von den Truppen des französischen Marschalls François de Créquy zerstört. Im pfälzischen Krieg von 1689 bis 1697 geschah das gleiche, nun auch von den heranrückenden kaiserlichen Truppen, welche die Franzosen zurückwarfen. Danach kamen die zuvor französisch besetzten Gebiete wieder zurück an das Reich.
In den Jahren 1701 bis 1714 fand der Spanische Erbfolgekrieg statt, welcher 1702 auch Buggingen und Seefelden mit Plünderungen und Requirierungen nicht verschonte.
Von 1733 bis 1738 fand der Polnische und von 1740 bis 1746 der Österreichische Erbfolgekrieg statt, welche während der erneuten französischen Besatzung von Buggingen und Seefelden, wenn auch in geringerem Ausmaß, Tribut forderten.
Von 1746 an waren Buggingen und Seefelden wieder ohne Besatzung und wurden als Teil der Markgrafschaft Baden-Durlach durch Markgraf Karl-Friedrich von Karlsruhe aus regiert. Markgraf Karl-Friedrich schaffte 1783 in seinem Gebiet die Leibeigenschaft ab und förderte den Weinbau, er hatte unter anderem eigene Weinberge auch in Buggingen und Seefelden. Von 1791 bis 1815 fanden die Franzosenkriege statt, Napoléon I. eroberte die rechtsrheinischen Gebiete.

### Großherzogtum Baden
Das Markgräflerland und damit auch Buggingen und Seefelden kamen 1806 an das neu gegründete Großherzogtum Baden. Im Jahr 1819 fanden im Großherzogtum und auch in Buggingen und Seefelden die ersten Wahlen zum badischen Landtag statt, wahlberechtigt waren damals nur Männer ab 25 Jahren. Am 17. Mai 1836 wurde per Vertrag der zu Buggingen gehörende Weiler Betberg von Buggingen gelöst und mit Seefelden vereinigt. Buggingen und Seefelden waren 1848 von dem über dieses Gebiet verhängte Kriegsrecht betroffen. Es fand der Aufstand des badischen Revolutionärs Friedrich Hecker statt. Die Orte mussten Männer für die Regierungstruppen stellen, welche versuchten, den Aufstand niederzuschlagen. Im Februar 1850 wurde in Erfurt ein deutsches Parlament nach dem Dreiklassenwahlrecht gewählt.
Buggingen erhielt 1861 eine eigene Bahnstation an der Bahnstrecke Mannheim–Basel und 1863 eine eigene Poststation. Buggingen und Seefelden mussten Männer stellen, welche in badischen Regimentern auf Seiten der Bundesarmee und Österreichs im Preußisch-Österreichischen Krieg von 1866 kämpften. Nach dem Sieg der Preußen übernahm der Norddeutsche Bund die Führung in Deutschland. Die Bürger von Buggingen und Seefelden nahmen an der Wahl zum Deutschen Zollparlament teil. Das Großherzogtum Baden kam 1868 an den Norddeutschen Bund, nachdem mehrheitlich dafür abgestimmt worden war.

### Deutsches Reich, Weimarer Republik, Drittes Reich
Nach dem gewonnenen Deutsch-Französischen Krieg von 1871 wurde das Deutsche Reich unter Preußens Führung gegründet. In den Jahren 1914 bis 1918 mussten Männer aus Buggingen und Seefelden in den Ersten Weltkrieg ziehen. Die Orte hatten zudem kriegswichtige Güter abzuliefern und die Dinge des täglichen Lebens wurden rationiert. Bugginger und Seefelder wurden 1919 Bürger der Weimarer Republik. Das Kalibergwerk Buggingen wurde 1922 eröffnet. Dadurch wurden neue Arbeitsplätze geschaffen, und so wurde die Not nach dem Ersten Weltkrieg und der darauf folgenden Weltwirtschaftskrise in diesem Gebiet etwas gelindert.
Ein schweres Bergbauunglück am 7. Mai 1934, ausgelöst durch einen Brand in einem der Schächte, tötete 86 Menschen im Kalibergwerk. Während des Baus des Westwalls 1938 waren in Buggingen 140 und in Seefelden 100 Männer aus anderen Teilen des Reichs einquartiert. Im Jahr 1939 begann der Zweite Weltkrieg. Buggingen und Seefelden kamen in eine Teil-Evakuierung. Diese wurde bald darauf aufgehoben, und es wurden Lebensmittelmarken verteilt.
Mit dem Beginn des Angriffs auf Frankreich 1940 und durch den Beschuss französischer Artillerie, kam der Zweite Weltkrieg in dieses Gebiet. Im Jahr 1944 verschärfte sich die Situation wegen des totalen Kriegseinsatzes. Die Gemeinden mussten alle Männer von 16 bis 65 Jahren und alle Frauen von 17 bis 50 Jahren entbehren. Sie wurden in kriegswichtige Dienste eingeteilt.

### Besatzungszone und Bundesrepublik

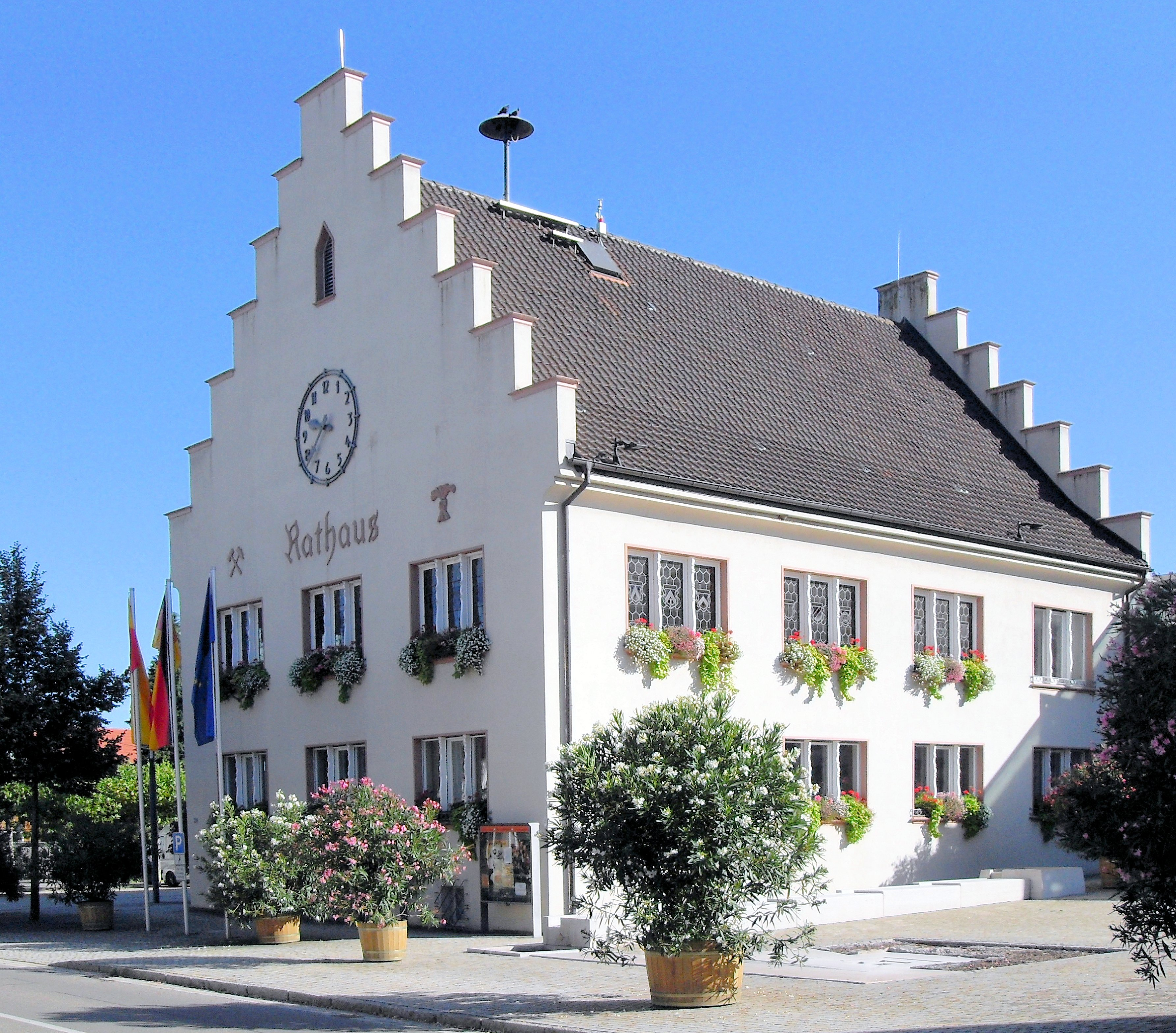
Rathaus Buggingen, Altbau mit Staffelgiebeln; das Obergeschoss beherbergt das örtliche Kino

Am 22. April 1945 nahmen die französischen Truppen Buggingen und Seefelden ein. Damit endete der Zweite Weltkrieg und das Großdeutsche Reich in Buggingen und Seefelden. Die Franzosen bildeten eine Besatzungszone mit ihrer Kommandantur in Karlsruhe. Nachdem die Besatzungszonen im Juli 1945 aufgeteilt worden waren, verlegten sie ihre Kommandantur nach Freiburg. Sie bildeten in ihrer Besatzungszone eine neue Regierung und das Land von Baden. Im Jahr 1949 wurden Bugginger und Seefelder Bürger der neu gegründeten Bundesrepublik Deutschland. Aus den französisch besetzten Gebieten Baden und Württemberg-Hohenzollern und dem amerikanisch besetzten Gebiet Württemberg-Baden wurde 1953 das Bundesland Baden-Württemberg gegründet. Nach der Kreisreform 1973 kamen Buggingen und Seefelden zum neu gegründeten Landkreis Breisgau-Hochschwarzwald. Auch in diesem Jahr am 30. April wurde das Kalibergwerk stillgelegt. Am 10. Dezember desselben Jahres wurde die Bildung einer Gesamtgemeinde aus Buggingen und Seefelden mit Betberg vereinbart. Dies wurde am 1. Januar 1974 rechtskräftig zur Gemeinde Buggingen.
Buggingen ist Mitglied im Gemeindeverwaltungsverband Müllheim-Badenweiler, der Aufgaben der Unteren Verwaltungsbehörde wahrnimmt. Außer Müllheim und Badenweiler sind noch die Gemeinden Sulzburg und Auggen Mitglieder des Verbands.

## Politik

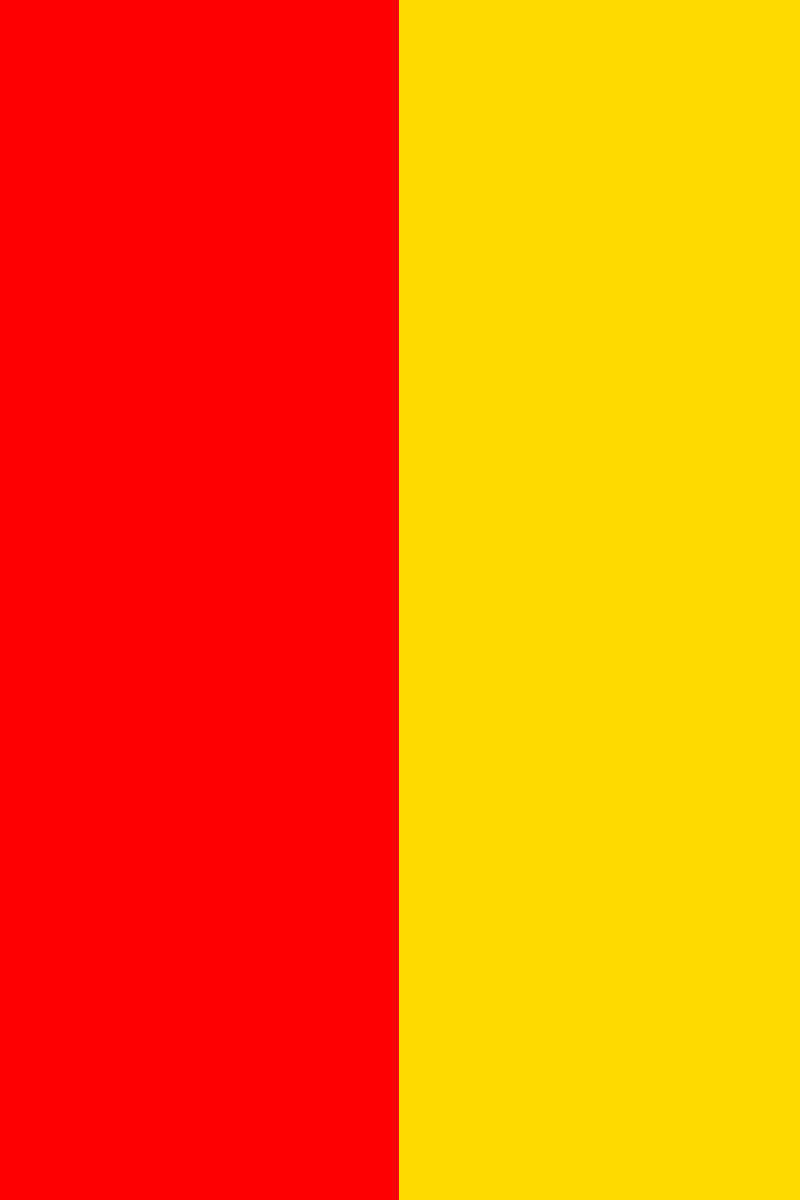
Flagge von Buggingen seit 1974

### Gemeinderat
Die Kommunalwahl vom 9. Juni 2024   führte bei einer Wahlbeteiligung von 66,3 % (2019: 62,3 %) zu folgendem Ergebnis:
| Freie Wähler       | 33,7 % | − 0,2  | 4 Sitze | − 1 |
| MUTige Bürgerliste | 27,8 % | − 4,2  | 4 Sitze | ± 0 |
| CDU                | 21,8 % | + 3,1  | 3 Sitze | ± 0 |
| SPD                | 4,3 %  | − 11,1 | 1 Sitz  | − 1 |
| Grüne              | 12,4 % | + 12,4 | 2 Sitze | + 2 |

### Bürgermeister
Bei der Bürgermeisterwahl vom 19. Februar 2006 wurde Johannes Ackermann (CDU) im ersten Wahlgang mit 54,57 Prozent der Stimmen gewählt. Bei der Wahl am 23. Februar 2014 wurde er als einziger Kandidat mit 99,1 Prozent der Stimmen im Amt bestätigt. Am 20. Februar 2022 wurde er mit 99 Prozent der Stimmen für eine dritte Amtszeit wiedergewählt.

### Verwaltungsverband
Buggingen ist Mitglied im Gemeindeverwaltungsverband Müllheim-Badenweiler, der Aufgaben der Unteren Verwaltungsbehörde wahrnimmt. Außer Müllheim und Badenweiler sind noch die Gemeinden Sulzburg und Auggen Mitglieder des Verbands.

## Wappen
Blasonierung: „In Rot ein mit drei schwarzen Sparren belegter goldener (gelber) Schräglinksbalken, begleitet oben von einem goldenen (gelben) Reichsapfel mit roten Beschlägen und goldenem (gelbem) Kreuz, unten von einem goldenen (gelben) Hufeisen.“

## Religionen
In Buggingen gibt es neben einer katholischen Kirchengemeinde (Kirche Sankt Marien in Buggingen) zwei evangelische Gemeinden (Kirchengemeinden Buggingen/Grißheim sowie Betberg-Seefelden mit der Evangelischen Kirche Betberg).
Im Gewerbegebiet Kaliwerk steht die Große Moschee in Trägerschaft des Türkisch-Islamischen Vereins Buggingen, die Platz für 200 Gläubige zum Freitagsgebet bietet.

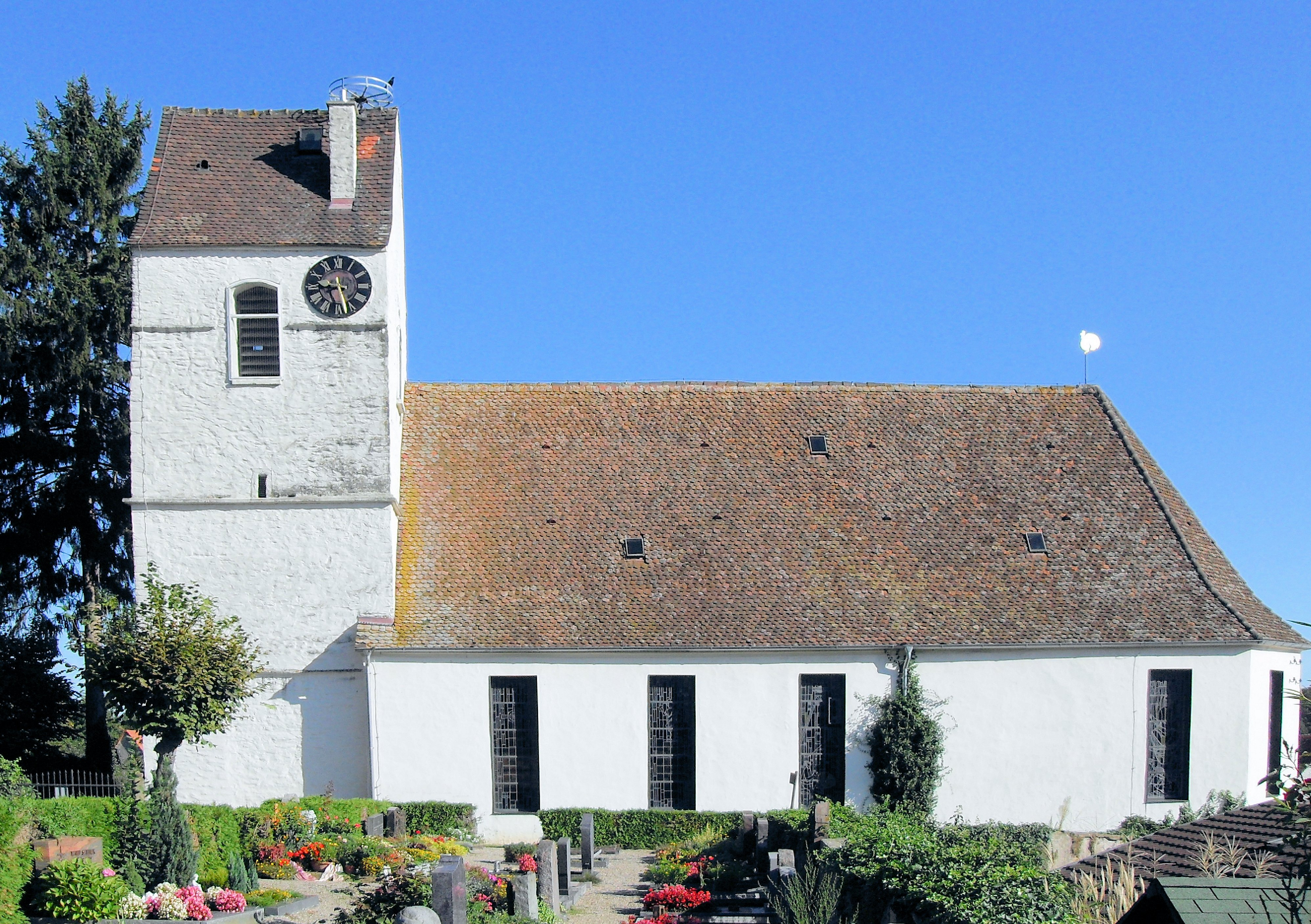
Evangelische Kirche Buggingen
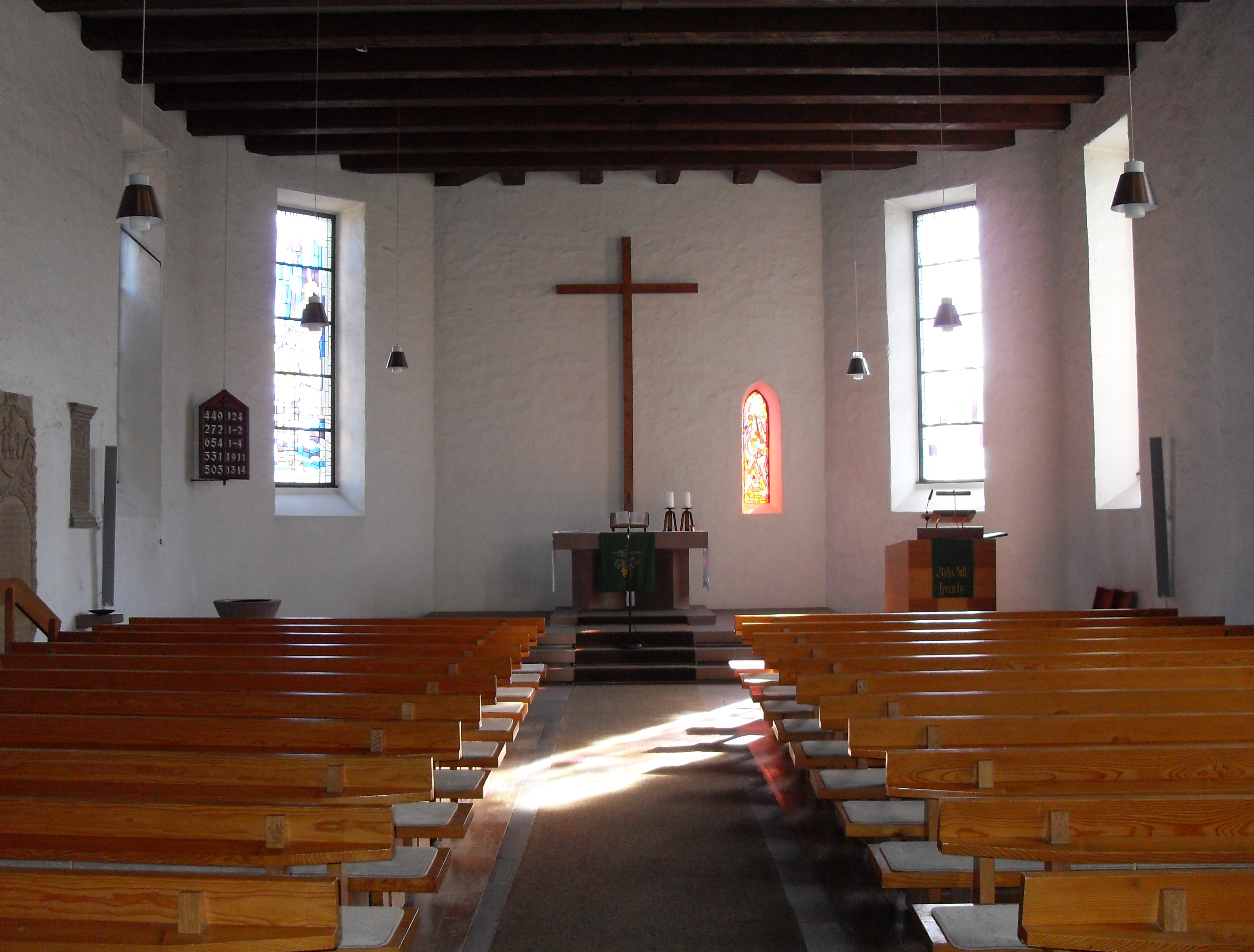
Altar der evangelischen Kirche Buggingen
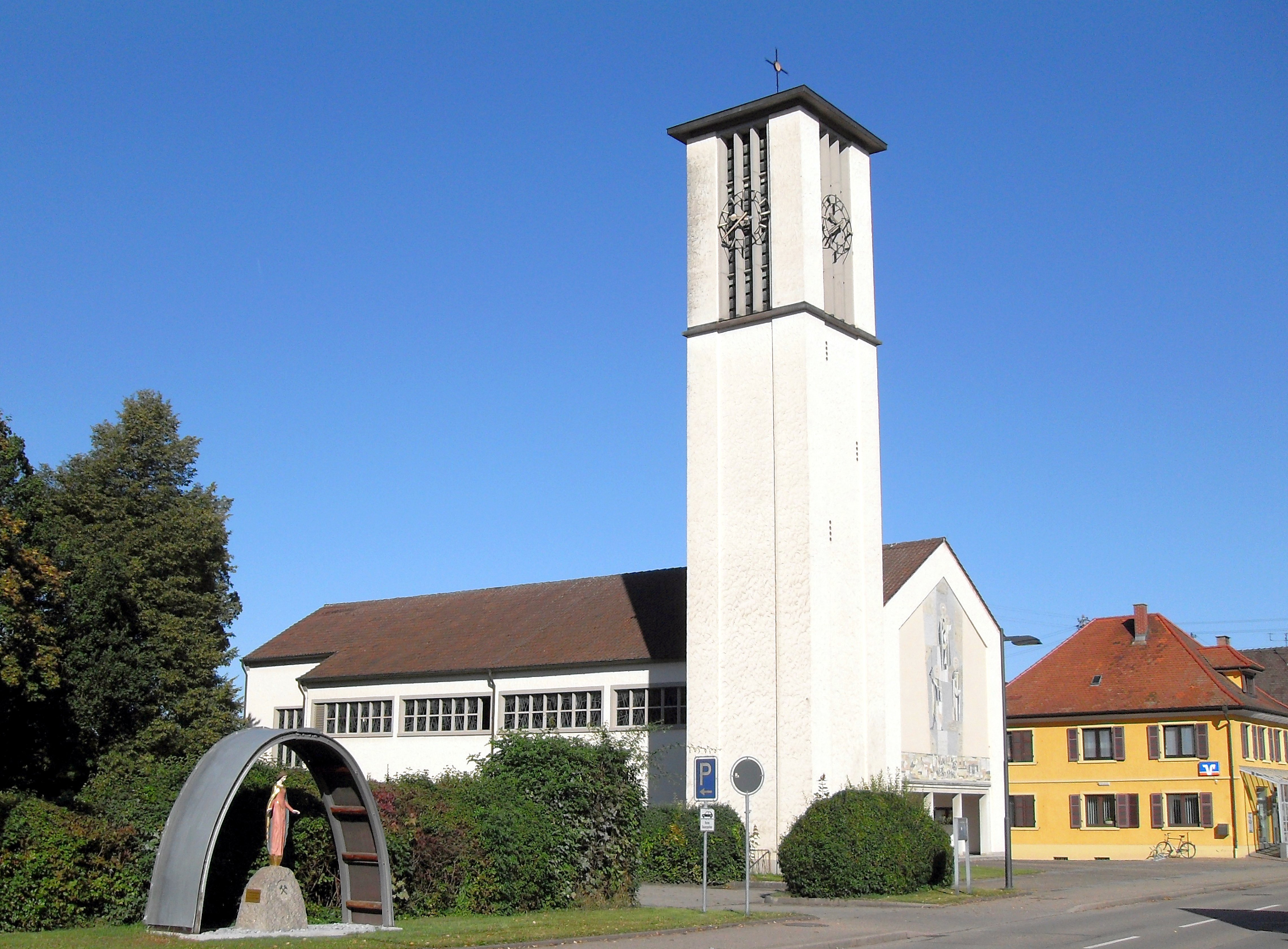
Katholische Kirche St. Marien in Buggingen
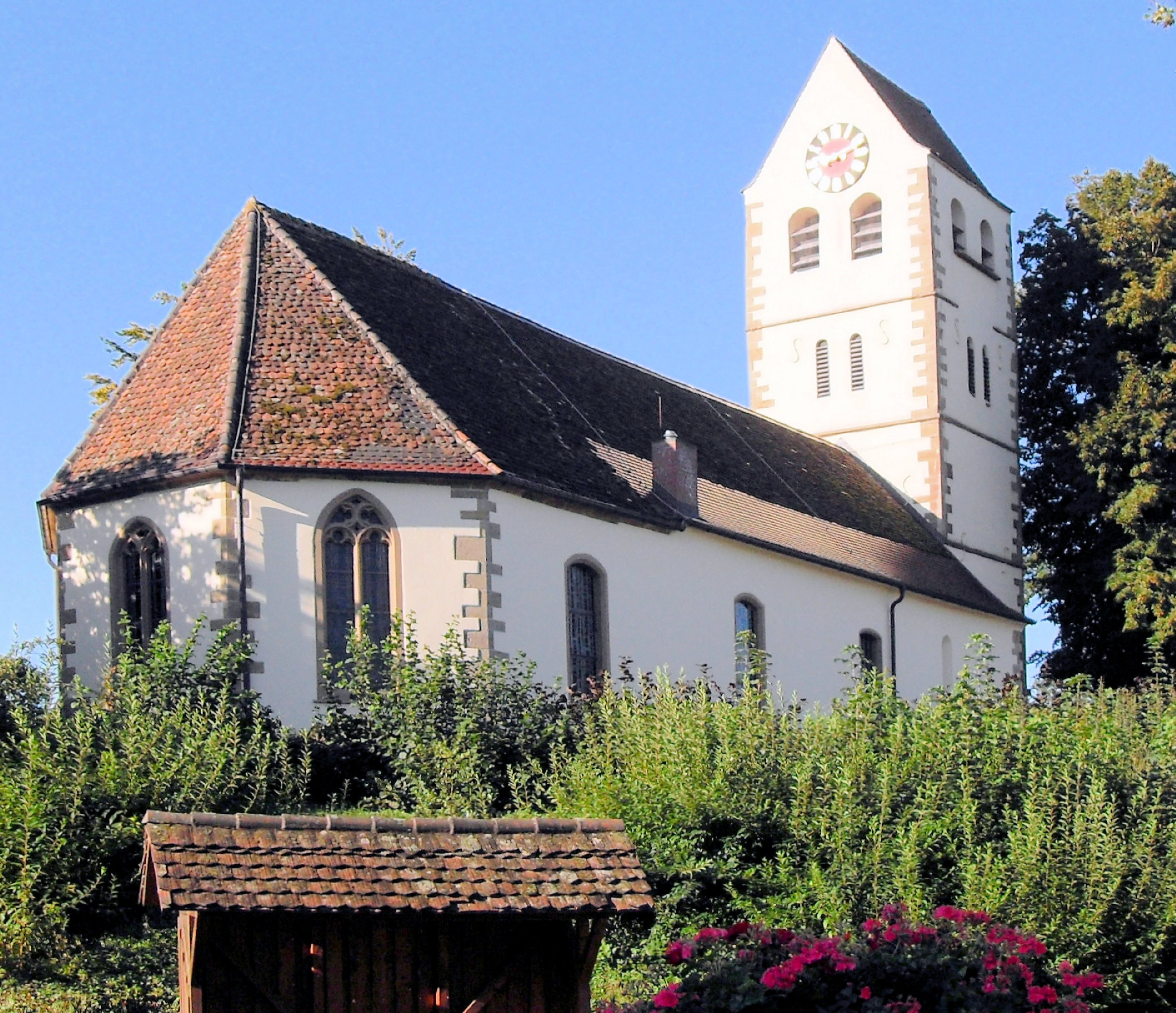
Evangelische Kirche Betberg
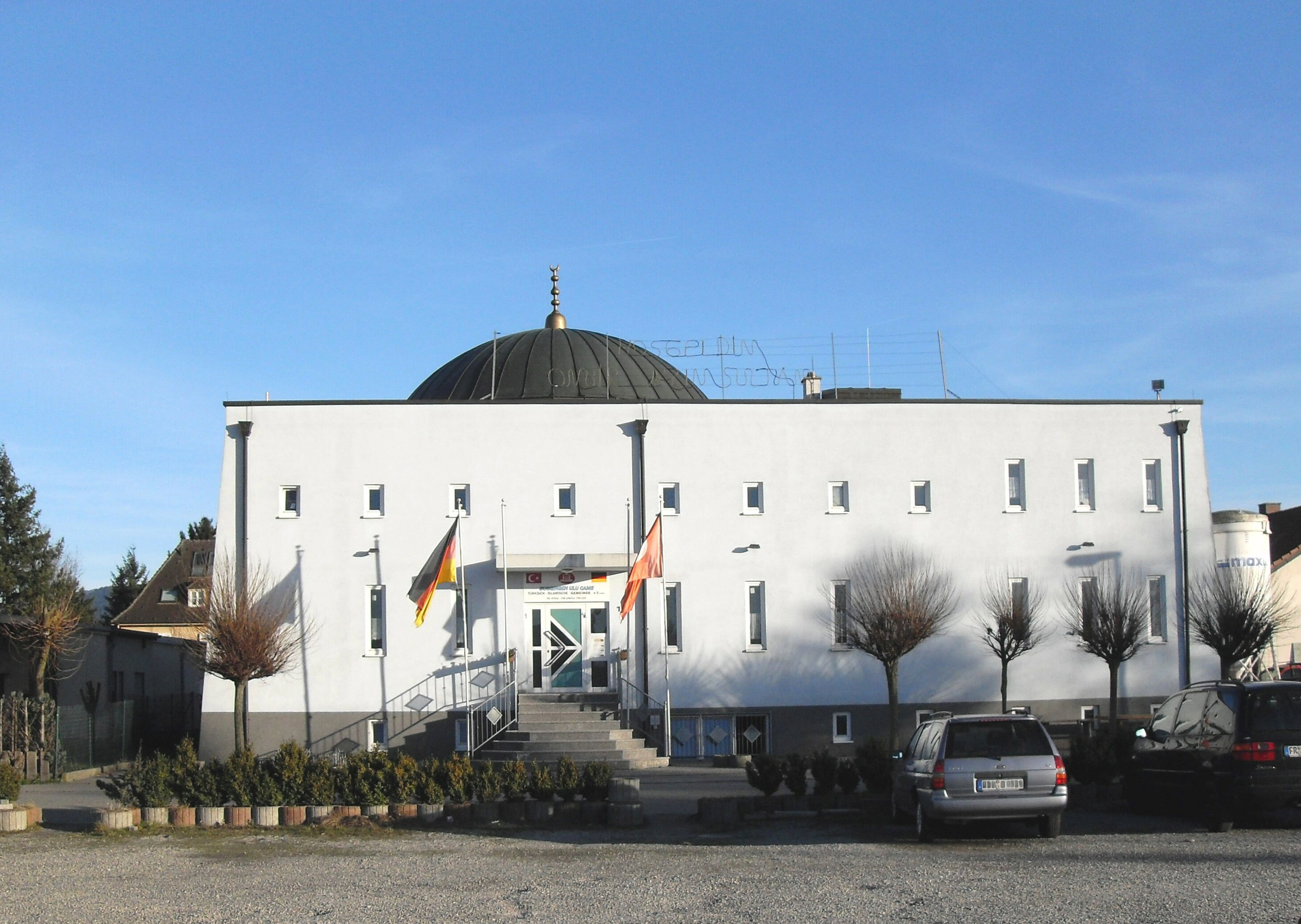
Große Moschee (im Gewerbegebiet Am Kali)

## Wirtschaft und Infrastruktur

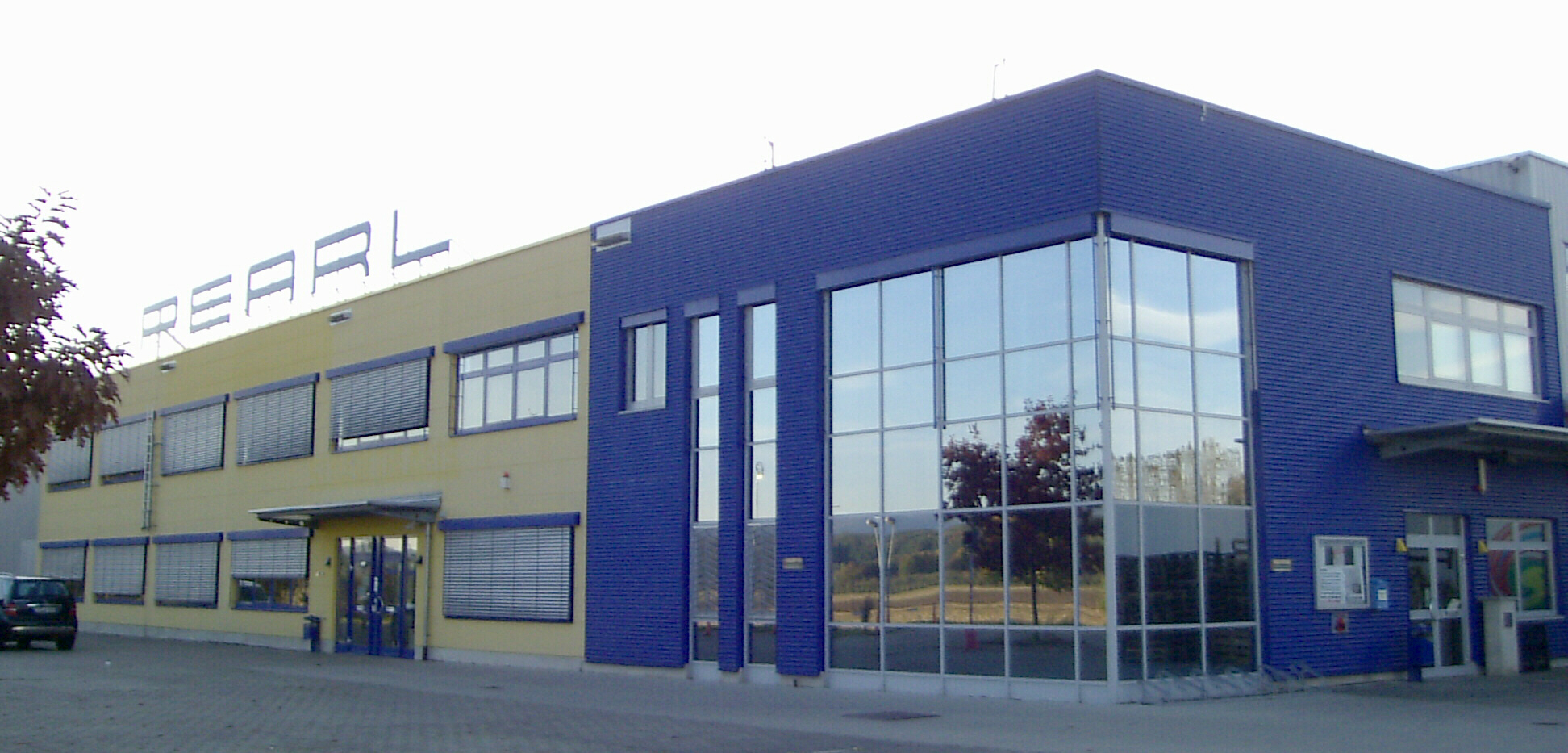
Zentrale der PEARL.GmbH im Gewerbegebiet Kaliwerk

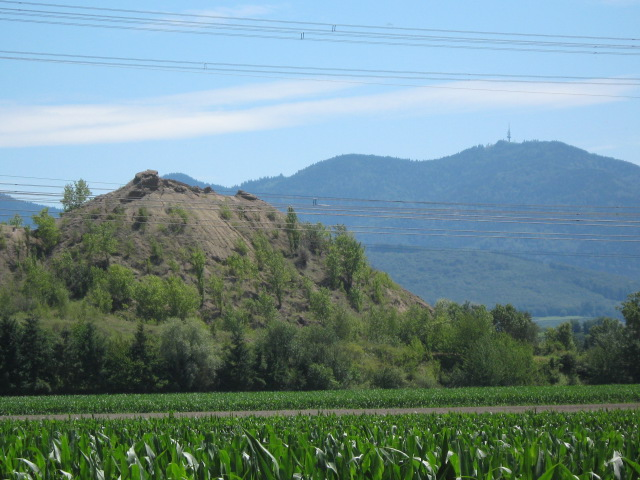
Vom 1973 aufgelassenen Kalibergwerk übrig gebliebene Abraumhalde: Monte Kalino, Juli 2011, Blickrichtung von Westen. Im Hintergrund (mit Sendemast) der Hochblauen

Neben Landwirtschaft und Weinbau sind mittelständische Gewerbebetriebe mit ihrer Neuansiedlung dank der Ausweisung verkehrs- und preisgünstiger Gewerbeflächen sowie zunehmende Angebote im Fremdenverkehr wirtschaftliche und strukturelle Schwerpunkte der Gemeinde. Größter Arbeitgeber ist das Elektronik- und Software-Versandhaus Pearl. Im Kernort wurde der letzte landwirtschaftliche Betrieb mit Milchwirtschaft Ende 2012 aufgegeben; in der Umgebung der Gemeinde befinden sich mehrere Aussiedlerhöfe.

### Bohrung nach Erdöl, Thermalwasser gefunden
1936 wurde am nordöstlichen Ortsrand im „Oberen Mühlengraben“ bei der „Unteren Mühle“ bis zu einer Tiefe von 671 Metern nach Erdöl gebohrt: man fand dabei eine warme Quelle. Das Bohrloch wurde unauffällig wieder verschlossen, weil man nicht in Konkurrenz mit den benachbarten Heilbädern Badenweiler und Bad Krozingen geraten wollte.
2012 kam die Nutzung des warmen Wassers zu energetischen Zwecken im Zusammenhang mit einem Kindergartenneubau wieder in die Diskussion.

### Giftmülldeponie
In den 1950er Jahren deponierte ein großes Chemieunternehmen aus Basel schwer belastete Stoffe bei Buggingen. Diese Giftmülldeponie wurde in den 1960er Jahren eingestellt und versiegelt. Bei Hochwasser oder starken Regen werden im Grundwasser auch heute noch erhöhte Schadstoffwerte nachgewiesen. Diese Deponie befindet sich in Höhe des heutigen Haltepunktes Buggingen.
Im Herbst 1973 waren bis dato nahezu unbemerkt 570 von 1000 geplanten Tonnen cyanidhaltiger Härtesalze in fast 2900 Fässern in einem Schacht des Kalisalzbergwerks Buggingen Richtung Zienken verfüllt worden.
Der Rest der drei Schächte sollte durch fast 75.000 m³ mit Bauschutt vermischtem Kies verfüllt werden.

### Kalisalzgewinnung

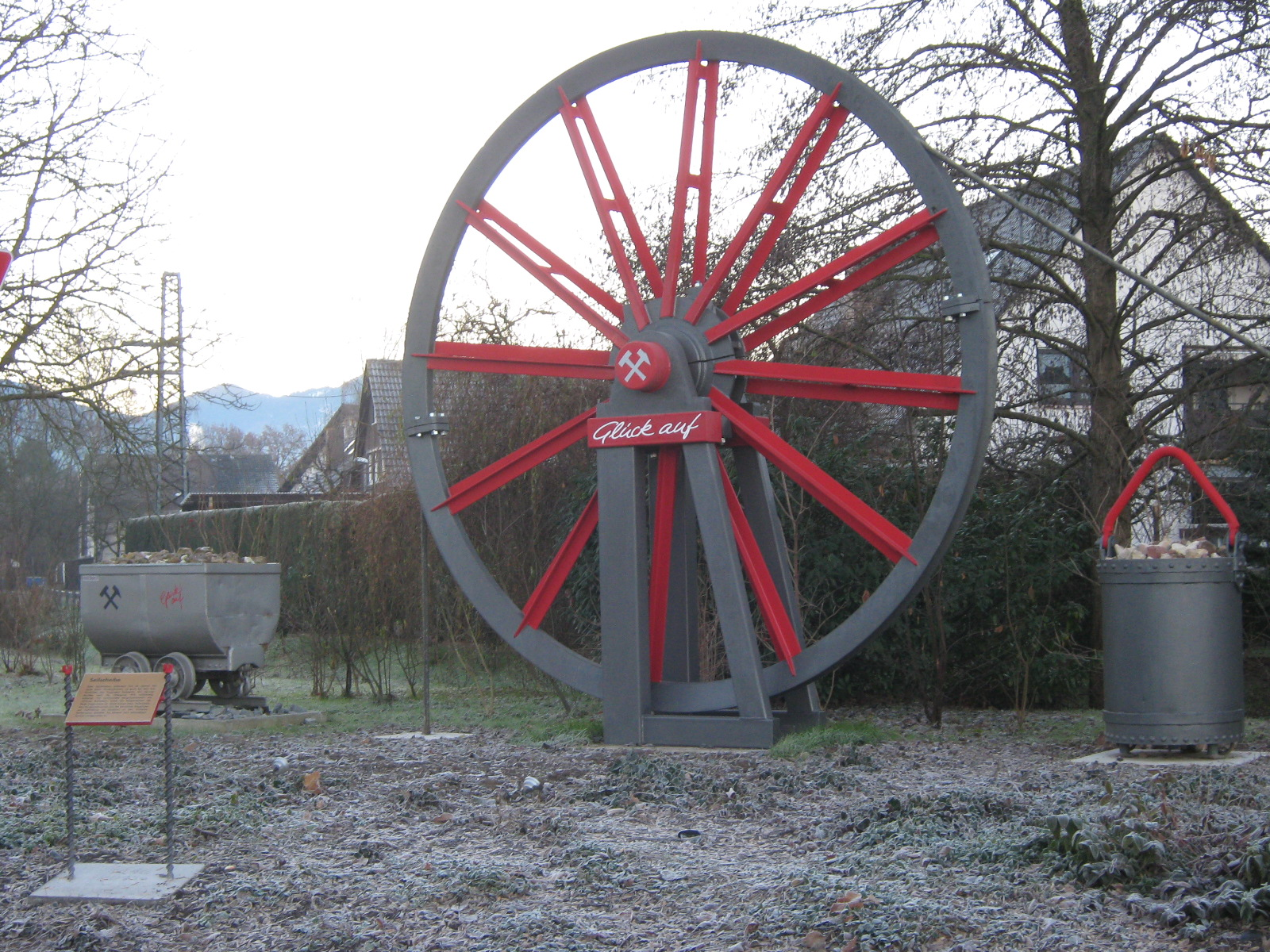
Restaurierte Seilscheibe am westlichen Ortseingang

Der industrielle Aufstieg Buggingens begann Anfang des 20. Jahrhunderts mit erfolgreichen Kalibohrungen in der Gemarkung. Das 1922 entstandene Kalisalzbergwerk Buggingen war während seines Betriebs das größte Bergwerk in Süddeutschland: Mit bis zu 1200 Beschäftigten einer der bedeutendsten Arbeitgeber der Region und bis 1973 in Betrieb.  Am 7. Mai 1934 ereignete sich ein schweres Grubenunglück mit 86 Toten.
Die weithin sichtbare Abraumhalde des ehemaligen Kaliwerkes, der Monte Kalino, erinnert an diese Ära. Die Hinterlassenschaften des Kalibergbaus mit ihren andauernden Salzauswaschungen und -eintragungen in das Oberrhein-Aquifer sind in der Oberrheinischen Tiefebene weiterhin ein großes Problem. Im Dezember 2020 wurde eine Vereinbarung zwischen dem Land Baden-Württemberg und der Betreibergesellschaft K+S geschlossen, welche die Sanierung, das heißt die vollständige Abdeckung der Abraumhalde innerhalb der nächsten acht Jahre vorsieht.
Die Schächte des aufgelassenen Bergwerks wurden nach dessen Schließung zum größten Teil mit einem Bauschutt-Kies-Gemisch, aber auch mit 1000 Tonnen in Fässern verpackter cyanidhaltiger Härtesalze verfüllt.
Heute gibt es ein Kalimuseum mit Besucherstollen in Buggingen, das die Geschichte dokumentiert. Seit 2013 steht am westlichen Ortseingang eine restaurierte Seilscheibe des Fördergerüsts der ehemaligen Kalimine „Rudolphe“ im benachbarten Ungersheim (Elsass), flankiert von einer Lore und einem Teufkübel zur Erinnerung an die Kali-Geschichte des Ortes.

### Verkehr
Buggingen wird von der Bundesstraße 3 sowie der Bahnstrecke Mannheim–Basel tangiert. Der Ort hat sowohl eine Ausfahrt an der Bundesstraße als auch einen Haltepunkt an der Bahnstrecke.
Durch eine Alltagsroute aus dem Radnetz Baden-Württemberg ist Buggingen über den Ortsteil Seefelden und über Heitersheim mit Bad Krozingen und in der anderen Richtung mit Müllheim im Markgräflerland verbunden.
Durch das Gemeindegebiet verlaufen die folgenden beiden Landes-Radfernwege: 
- Der Südschwarzwald-Radweg führt als Rundweg von Hinterzarten über Waldshut-Tiengen, Basel und Freiburg rund um den Naturpark Südschwarzwald. Zwischen Grißheim und Heitersheim streift der Weg das Gemeindegebiet von Buggingen.
- Der Badische Weinradweg[19] führt von Grenzach-Wyhlen über Müllheim und Laufen in den Ortsteil Betberg und weiter über Heitersheim nach Staufen im Breisgau. Das Ziel des Radfernweges ist Laudenbach im Norden Baden-Württembergs.

## Persönlichkeiten mit Bezug zu Buggingen
- Johann Baptist Matthäus Trost (1669–1727), deutscher Komponist und Opern- und Schauspielleiter des badischen Markgrafen Karl III. Wilhelm in Durlach verstarb in Betberg
- Johann Jakob Schneider (1797–1859), deutsch-schweizerischer Mundartdichter, Dichter, Pfarrer und Schriftsteller verstarb in Betberg, wo er kurzzeitig Pfarrer war.
- Johann Georg Längin (1827–1897), deutscher Pfarrer und Schriftsteller wurde in Buggingen geboren